# LISTSERV
LISTSERV es el nombre de un software que gestiona todo tipo de listas de correo electrónico, tanto las que únicamente envían algún tipo de información, como aquellas otras que permiten la comunicación en dos sentidos, en éstas los miembros de las listas forman un grupo de personas que se intercambian mensajes sobre una temática particular, compartiendo sus conocimientos y debatiendo temas de interés común, formando así una "Comunidad Virtual".

## Introducción
Las listas de distribución son un servicio de Internet basado en el correo electrónico, es decir, un conjunto de direcciones electrónicas que se usan para enviar mensajes o anuncios a los miembros de la lista. 
Para que la distribución de los correos electrónicos sea eficaz se necesita un software que las administre, uno de estos programas es precisamente LISTSERV, uno de los más eficaces del mercado y con más funcionalidades, a modo de ejemplo LISTSERV no sólo distribuye mensajes a todos los miembros del grupo, sino que también archiva automáticamente los mensajes que se intercambian en la misma incluso con ficheros adjuntos incluidos, además permite a los usuarios realizar determinadas operaciones como suscribirse, búsquedas, cambio de correo electrónico, cancelación de la suscripción, etc. 
Este software fue inventado en 1986 por un estudiante de universidad, Eric Thomas, y lo hizo pensando, sobre todo, en el gran volumen de gestiones en papel y telefónicas que por aquel entonces tenían que realizar las universidades. LISTSERV se convirtió así en el primer programa informático que gestionaba listas de correo electrónico. Marcó un hito en la historia de Internet y lanzó la industria de la comunicación profesional por correo electrónico. 
Actualmente las listas gestionadas por LISTSERV son numerosísimas y utilizadas tanto por universidades como por empresas, administraciones, fundaciones u organizaciones no gubernamentales. Este software gestiona más de 100 millones de suscripciones a listas de correo electrónico. 
En cuanto a la temática de las listas, varía desde la investigación científica a la comunicación que los ayuntamientos o CCAA tienen con sus ciudadanos, o a la que realizan los museos enviando información adicional a sus visitantes a través de sus newsletters aumentando así el interés de los mismos, o a pequeñas asociaciones vecinales, incluso para labores policiales.
L-Soft es la empresa que produce LISTSERV, fue fundada por Eric Thomas, director ejecutivo, en 1994, y actualmente tiene oficinas en Estados Unidos, Reino Unido, Alemania y Suecia. Su principal producto es LISTSERV, que desde 1986 ha tenido numerosas versiones,la actual es la 15.5 que permite el envío de alertas por RSS al correo electrónico y a móviles, así como integración con los sistemas LDAP. Además L-Soft ha trabajado en la producción de otro software tan potente y eficaz como LISTSERV denominado LISTSERV Maestro, esta vez para la gestión de campañas de email marketing.

## Versiones
Está disponible en varias versiones, la versión estándar y más popular es LISTSERV Classic, LISTSERV Lite es la versión básica y LISTSERV HPO es la versión de más potencia. Una variante de LISTSERV es LISTSERV Maestro, un avanzado software para la administración y seguimiento de campañas de email marketing. También existe una versión gratuita para usos no comerciales denominada LISTSERV Free Edition.

## Sistemas operativos
Es compatible con Windows 2003/2000/XP; Unix: AIX (PowerPC), FreeBSD, HP-UX, Linux (32-bit Intel, 64- bit Intel y S/390), Solaris (SPARC), Tru64; Mac OS X; OpenVMS (Alpha) y VM.

## Conectividad con bases de datos
Puede conectar con la mayoría de bases de datos ODBC-compliant (Windows y Unix); Microsoft SQL Server; IBM DB2; ORACLE y MySQL.